# Hynobius glacialis
Hynobius glacialis är en groddjursart som beskrevs av Lai och Kuang-Yang Lue 2008. Hynobius glacialis ingår i släktet Hynobius och familjen Hynobiidae. Inga underarter finns listade i Catalogue of Life.